# Chvalatice
Chvalatice település Csehországban, a Znojmói járásban. Chvalatice Dešov, Štítary, Zálesí, Starý Petřín, Bítov és Lančov településekkel határos. Lakosainak száma 107 fő (2024. január 1.).

## Népesség
A település lakosságának változását az alábbi diagram mutatja:
| Lakosok száma | 434  | 515  | 408  | 307  | 207  | 130  | 106  | 103  | 106  | 107  |
|               | 1869 | 1890 | 1921 | 1950 | 1980 | 2001 | 2017 | 2019 | 2022 | 2024 |